# John McHardy Sinclair
John McHardy Sinclair (* 14. Juni 1933 in Schottland; † 13. März 2007) war ein schottischer Sprachwissenschaftler.

## Leben
Als 1980 das Verlagshaus Collins zusammen mit der Universität Birmingham das Projekt Collins Birmingham University International Language Database (COBUILD) gründete, wurde Sinclair deren wichtigster Mitarbeiter.
Nach seiner Emeritierung ging Sinclair nach Italien und gründete dort zusammen mit seiner Ehefrau Elena Tognini-Bonelli das Tuscan Word Centre.

## Schriften (Auswahl)
als Autor
- Towards the analysis of discourse. OUP, London 1975, ISBN 0-19-436011-3.
  - deutsch: Analyse der Unterrichtssprache. Ansätze zu einer Diskursanalyse; dargestellt am Sprachverhalten englischer Lehrer und Schüler. Verlag Quelle & Meyer, Heidelberg 1977, ISBN 3-494-00909-0.
- Corpus, Concordance, Collocation OUP, London 1991, ISBN 0-19-437144-1.
- Trust the text. Language, corpus and discourse. Routledge, London 2004, ISBN 0-415-31767-3.

als Herausgeber
- Cobuild English Language Dictionary. Collins, London 1988, ISBN 0-00-370023-2.